# Маркиз де Сан-Леонардо

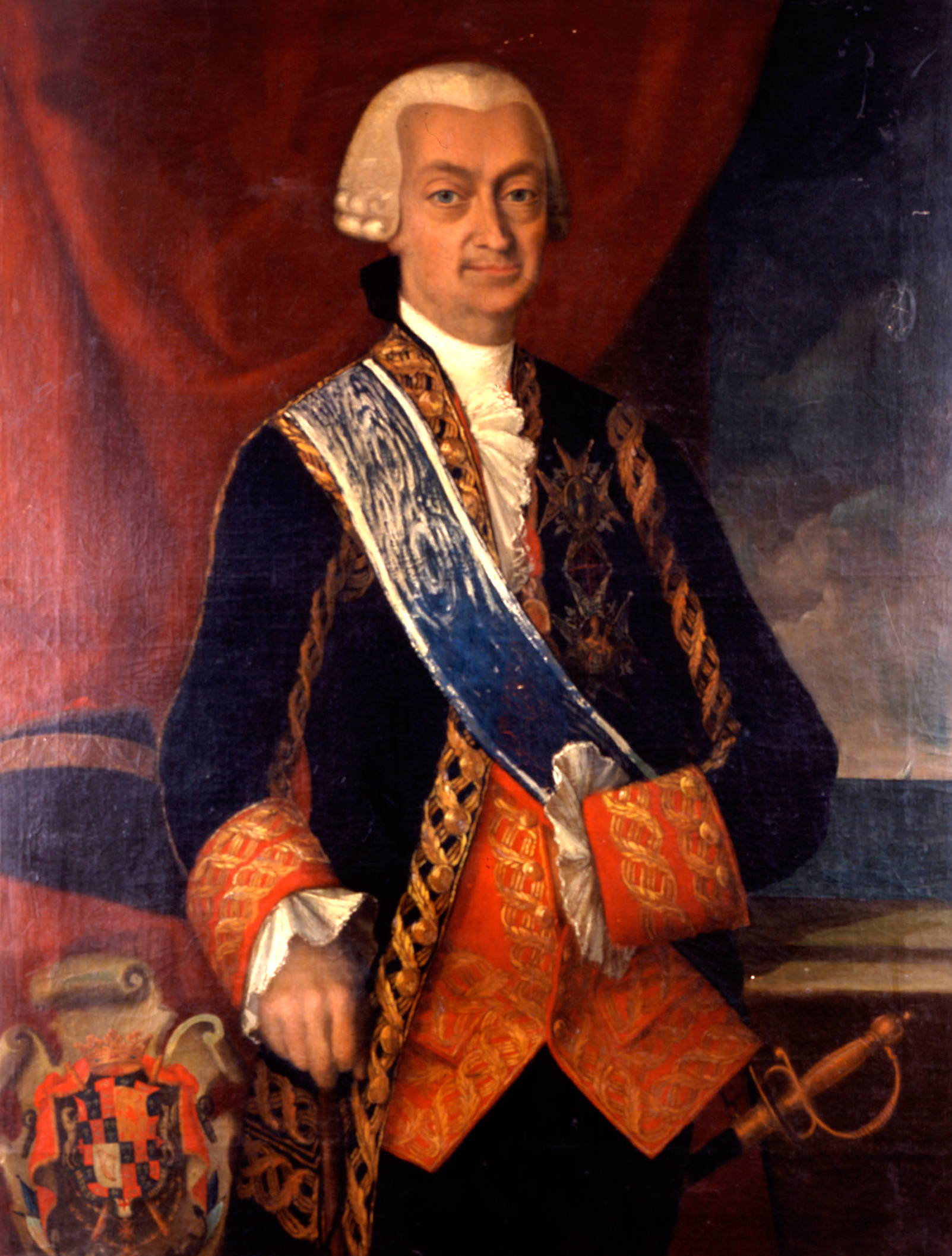
Педро Фитц-Джеймс Стюарт и Колон де Португаль, маркиз де Сан-Леонардо (1720—1791)

Герб муниципалитета Сан-Ленардо, известного в настоящее время как Сан-Леонардо-де-Ягуэ (провинция Сория, автономное сообщество Кастилия и Леон).

Маркиз де Сан-Леонардо — испанский дворянский титул. Он был создан 8 января 1649 года королем Испании Филиппом IV для Гонсало Фахардо и Давалоса, внука 1-го маркиза де Лос-Велеса и наследника Хуана Манрике де Лары, сеньора де Сан-Леонардо.
Название маркизата происходит от названия муниципалитета Сан-Ленардо, известного в настоящее время как Сан-Леонардо-де-Ягуэ (провинция Сория, автономное сообщество Кастилия и Леон.

## Маркизы де Сан-Леонардо
- Гонсало Фахардо и Давалос, 1-й маркиз де Сан-Леонардо. Сын Хуана Фахардо Чакона де Сильвы и Каталины Давалос и Агуэро

1. Супруга — Исабель де Мендоса Манрике, 7-я графиня де Кастрохерис

- Хуана Фахардо и Манрике де Мендоса, 2-я маркиза де Сан-Леонардо. Старшая дочь предыдущего и Исабель де Мендосы Манрике, 7-й графини де Кастрохерис

1. Супруг — Альваро Перес Осорио, 9-й маркиз де Астрога

- Каталина Фахардо Чакон и Манрике де Мендоса, 3-я маркиза де Сан-Леонардо. Младшая сестра предыдущей

1. Супруг — Фернандо Антонио де Айяла Фонсека и Толедо (1620—1676), 3-й граф де Айяла

- Тереза Марина де Айяла Толедо и Фахардо де Мендоса (1650—1714), 4-я маркиза де Сан-Леонардо, дочь предыдущей и Фернандо Антонио де Айялы Фонсеки и Толедо

1. Супруг — Педро Мануэль Колон де Португаль и де ла Куэва (1651—1710), 7-й герцог де Верагуа, вице-король Валенсии и Сицилии

- Педро Мануэль Нуньо Колон де Португаль и Айяла (1676—1736), 8-й герцог де Верагуа, 5-й маркиз де Сан-Леонардо, сын предыдущей и Педро Мануэля Колона де Португаля и де ла Куэвы

1. Супруга — Франсиска Фернандес де Кордова и Арагон, дочь Феликса Фернандеса де Кордовы, 12-го графа де Кабра, и Маргариты де Арагон Кардоны и Бенавидес

- Каталина Вентура Колон де Португаль и Айяла (1690—1739), 9-я герцогиня де Верагуа, 6-я маркиза де Сан-Леонардо, сестра предыдущего

1. Супруг — Франсиско де Толедо, граф Вильяда
2. Супруг — Джеймс Фрэнсис Фитц-Джеймс Стюарт, 2-й герцог де Бервик (1696—1738)

- Педро Фитц-Джеймс Стюарт и Колон де Португаль[исп.] (1720—1791), 7-й маркиз де Сан-Леонардо. Сын Джеймса Фрэнсис Фитц-Джеймса Стюарта, 2-го герцога де Бервик, и Каталины Вентуры Колон де Португаль и Айяла, 9-й герцогини де Верагуа

1. Супруга — Мария Бенита де Росас и Друммонд де Мельфорт, дочь Хосе де Росаса и Мелендеса де ла Куэвы, 1-го герцога де Сан-Андрес, и Фрэнсис Друммонд Мельфорт

- Карлос Бернардо Фитц-Джеймс Стюарт и Сильва (1752—1787), 8-й маркиз де Сан-Леонардо, 4-й герцог де Лирия-и-Херика и 4-й герцог де Бервик.

1. Супруга — Каролина цу Штольберг-Гедерн (1755—1828), принцесса де Горн, дочь Гастава Адольфа цу Штольберг-Гедерн и Елизаветы Филиппины Клодин фон Горн

- Хакобо Фитц-Джеймс Стюарт цу Штольберг-Гедерн[исп.] (1773—1794), 9-й маркиз де Сан-Леонардо, 5-й герцог де Лирия-и-Херика и 5-й герцог де Бервик. Единственный сын предыдущего и Каролины цу Штольберг-Гедерн

1. Супруга — Мария Тереза Фернандес де Сильва и де Палафокс (1772—1818), дочь Педро де Алькантары де Сильвы-Фернандес де Ихар и Рафаэлы де Палафокс и Крой д’Авре

- Хакобо Хосе Фитц-Джеймс Стюарт и Сильва[исп.] (1792—1795), 10-й маркиз де Сан-Леонардо, 6-й герцог де Лирия-и-Херика и 6-й герцог де Бервик. Старший сын предыдущего

- Карлос Мигель Фитц-Джеймс Стюарт и Сильва (1794—1835), 11-й маркиз де Сан-Леонардо, 7-й герцог де Лирия-и-Херика, 7-й герцог де Бервик, 14-й герцог де Альба и 12-й герцог де Уэскар. Младший брат предыдущего

1. Супруга — Розалия Вентимилья ди Граммонте и Монкада (1798—1868), дочь Луиджи ди Вентимилья, 2-го принца ди Граммонте, и Леонор де Монкады

- Хакобо Фитц-Джеймс Стюарт и Вентимилья (1821—1881), 12-й маркиз де Сан-Леонардо, 15-й герцог де Альба, 13-й герцог де Уэскар, 8-й герцог де Лирия-и-Херика и 8-й герцог де Бервик. Старший сын предыдущего.

1. Супруга — Мария Франсиска Палафокс Портокарреро и Киркпатрик (1825—1860), 12-я герцогиня де Пеньяранда-де-Дуэро, дочь Киприано Палафокса и Портокарреро (1784—1839), графа де Тебо и де Монтихо, и Марии Монуэлы Киркпатрик (1794—1879).

- Карлос Мария Фитц-Джеймс Стюарт и Палафокс (1849—1901), 13-й маркиз де Сан-Леонардо, 16-й герцог де Альба, 14-й герцог де Уэскар, 9-й герцог де Лирия-и-Херика и 9-й герцог де Бервик.

1. Супруга — Мария дель Росарио Фалько и Осорио, 22-я графиня де Сируэла (1854—1904), дочь Мануэля Паскуаля Луиса Карлоса Феликса Фортунато Фалько, 14-го маркиза де Альмонасира, и Марии дель Пилар, 3-й герцогине Фернан Нуньес

- Хакобо Фитц-Джеймс Стюарт и Фалько (1878—1953), 14-й маркиз де Сан-Леонардо, 17-й герцог де Альба, 15-й герцог де Уэскар, 10-й герцог де Лирия-и-Херика и 10-й герцог де Бервик

1. Супруга — Мария дель Росарио де Сильва и Гуртубай (1900—1934), дочь Альфонсо де Сильва и Фернандеса де Кордобы (1877—1955), 16-го герцога Альяга, и Марии дель Росарио Гуртубай (1879—1948).

- Каэтана Фитц-Джеймс Стюарт и Сильва (1926—2013), 15-я маркиза де Сан-Леонардо

1. Супруг с 1947 года Луис Мартинес де Ирухо и Артаскос (1919—1972)
2. Супруг с 1978 года Хесус Агирре и Ортис де Сапате (1934—2001)
3. Супруг с 2011 года Альфонсо Диес Карабантес (род. 1950)

- Карлос Фитц-Джеймс Стюарт и Мартинес де Ирухо (род. 1948), 16-й маркиз де Сан-Леонардо.

1. Супруга с 1988 года Матильда де Солис-Бомон и Мартинес-Кампос (род. 1963), развод в 2004 году.